# Поход Бутурлина в Дагестан
Поход русских войск в Дагестан 1604—1605 годов, известный по летописям как «Шевкальский поход», — под командованием окольничего воеводы Ивана Бутурлина с астраханским воеводой Осипом Плещеевым и воеводой Иваном Полевым с целью присоединения восточно-кавказских земель, стратегически необходимых Русскому царству для стабильного положения на Каспийском море и развития отношений с Ираном.

## Предпосылки
Со вступлением на Русский престол в феврале 1598 года Бориса Годунова кахетинский царь Александр II в том же году отправил в Москву посольство во главе с азнауром Сулейманом и дьяком Леваном. Послы от имени царя Александра ходатайствовали, чтобы царь Борис, подобно своему предшественнику царю Фёдору Ивановичу, «держал его и всю Иверскую землю под своею царскою высокою рукою и в оберегание и в защите от всех недругов». Послы также жаловались на притеснения, творимые шамхалом (шевкалом) и просили о посылке рати на него «и на всю Кумыцкую землю», чтобы очистить дорогу для беспрепятственного сношения. Царь Александр не оставлял надежды на присоединение его государства к Русскому царству. В свою очередь царь Борис продолжил политику Фёдора I, направленную на сближение двух государств, но в связи с отдалённостью Грузии, необходимо было иметь плацдарм на Северном Кавказе. В то же время на территорию Дагестана имели свои виды Османская и Персидская империи. Значительная часть шамхальских владетелей склонялась к сближению с Османской империей, основываясь на своём единоверии с турками, которые, как и северокавказские горцы исповедовали ислам суннитского толка, в отличие от персов, исповедовавших ислам шиитского толка, но, в основном, ориентация шамхальских владетелей зависела от обстоятельств. В то же время между Русским царством и Персидской империей начали развиваться дружеские отношения. Персидский шах Аббас I надеялся на военную помощь царя Бориса в своей войне с Османской империей, однако отчаявшись в надеждах на военное сотрудничество, шах изменил свою политику по отношению к русским.
В 1598 году койсийские воеводы Лев Вокшерин и Иван Кошкаров доносили, что к шамхалу прибыл от османов кизил-башский посол Аслан-бек. Последний доставил шамхалу «жалование» и предлагал, вытеснив из койсийского острога русских, построить там турецкую крепость. Гирей поддержал планы султана, но не нашёл поддержки у местного населения и шамхальских владетелей.

### Обстановка в Дагестане
После смерти в 1574 году (по некоторым данным в 1578 году) шамхала Чопана, Тарковское шамхальство было разделено между его четырьмя сыновьями Сурхаем, Эльдаром, Андием и Гиреем, рождённых от дочери кайтагского уцмия Султан-Ахмеда. По сообщению Аббас-Кули-ага Бакиханова: «общий правитель или шамхал избирался поочередно из этих четырёх домов». Младший сын Чопана — Солтан-Мут (Султан-Махмуд или Султан-Бут), рождённый от дочери кабардинского узденя Узунчеркеса из рода кабардинских феодалов Анзоровых, считался у старших братьев чанкой и был ими обделён, не получив никакого удела. Согласно кумыцким преданиям старшие братья пытались убить чанку, но ему удалось бежать за Сулак, где впоследствии им было образовано Эндиреевское ханство. Собрав там войско из гуенов, тюменов и кумыков, Солтан-Мут отправился к родственникам по матери в Кабарду, где к его войску присоединилась собранная им дружина в 13 тыс. человек (существует мнение, что 3 тыс. чел.), и двинулся на своих братьев. В междоусобной борьбе на Северном Кавказе были переплетены и сателлиты Москвы — кабардинские и аккинские мурзы. Главный шамхал не имел авторитетного влияния на самостоятельных феодалов. Факт междоусобной борьбы на северо-востоке подтверждал грузинский архимандрит Кирилл, во время своего посольства в Москву (1603—1604 гг.), и персидский посол Анди-бек, во время своего четвёртого визита в Москву (1598—1599 гг.). Последний сообщал:

«…у Шевкала с детьми, с Салтан Магмутом [Салтан-Мутом] с братьями с Ондреевскими [Эндиреевскими], рознь, Шевкала не слушают, и с братом со своим, с Суркай-Шевкалом, бранятся».
— «Четвёртый приезд персидского посла Анди-бека в Россию (1598—1599 гг.)»
Андий в 1602 году отправил к царю Борису посольство во главе с Атаем с просьбой о вступлении в русское подданство:

«Андия князь учинился под его Бориса Фёдоровича царя высокою рукою быть… Да на том он [Андия] в Терском городе перед его царскими воеводами шерть учинил [присягу дал], что будет от Его Царского величества неотступен до смерти и с недругами Государя заодно не будет».
— «Посольство Атая от Шевкалова сына Андия (1602 г.)»
В следующем 1603 году, вместе с Сунчалей-мурзой черкасским и послами уздней Солоха и Казыя Шепшукова, в Москву прибыли послы от Сурхая и Солтан-Мута, во главе с Ибрагимом и Дербышем Буртаевым. Царю Борису было объявлено:

«Суркай-Шевкал перед Терскими воеводами правду дал и шерть учинил и сына своего Ахлова в заклад в Терской город пришлёт и хочет быти под Государевою рукою во всем послушен; а до того он [Сурхай] Туркам служил, и от них ныне отрекся, хочет государю служити и прямити до своего живота [служить до смерти]».
— «Посольство Ибреима и Дербыша от Шевкаловых детей Суркай-Шевкала и Салтан-Магмута (1603 г.)»
Ших-мурза Окоцкий сумел склонить на промосковскую ориентацию аварского нуцала Шамхал-хана I и Турлоевского Гумбета Каракишу. Однако после гибели Ших-мурзы, в результате набега на его кабак младшего брата Солтан-Мута — Ахмет-хана, аварские нуцалы сменили ориентацию на прошаухальскую.

### Грузинское посольство архимандрита Кирилла в Москву (1603—1604)
В 1603 году в Москву прибыло очередное посольство от царя Александра. Его возглавлял архимандрит грузинский Кирилл. Вопрос оставался прежним — военная поддержка и дальнейший переход Грузии в Русское подданство. Кирилл уверял в необходимости «строительства русских градов» на северо-востоке Кавказе:

«…А горские люди таковы: пока вашей царской рати на них не будет, и нам нельзя от них быть в бесстрашии. …А в Лезгинской земле есть три места, где можно грады ставить: одно место — Сарху, другое — Тарлук, третье — Бойнак; и тогда и Кумыки, и Койтаки и все горские люди будут в ваших царских руках».
— от 4 марта 1604 года. «Посольство из Грузии старца Кирилла и подьячего Саавы (1603—1604 гг.)»
Разрабатывая план похода, думные бояре подробно расспрашивали Кирилла о шамхальских владениях. Посол пояснял:

«…А Шевкал против государевой рати не устоит, либо побежит, либо челом будет бить и будет в государевой воле, потому что ослеп он, а дети его в розни и каждый живёт по себе. А те, которые невеликие землицы стояли с Шевкалом, и те ныне за него не станут; да и с Кумыками у Шевкала рознь и брань великая. И против Государевой рати Шевкалу стоять не с кем; да и боится Шевкал Государевой рати и городки, которые были в ущельях, разрушил, блюдя Государевых людей. А у Александра царя рати с 30 тыс. и вполне может с Шевкалом справиться. Да коли пошлёт на него рать, и он [Шевкал] бегает в щели; а как исплошат, и Кумыки на деревни войною приходят».
— от 9 марта 1604 года. «Посольство из Грузии старца Кирилла и подьячего Саавы (1603—1604 гг.)»
Так же Кирилл ссылался на кабардинцев:

«…Да с Государевою же ратью Кабардинские черкесы все пойдут на Шевкала, и они в горах все места знают».— от 12 марта 1604 года. «Посольство из Грузии старца Кирилла и подьячего Саавы (1603—1604 гг.)»
По заверению Кирилла, в Дагестан должно будет прибыть вспомогательное грузинское войско от царя Александра.

### Русское посольство Татищева в Грузию (1604—1605)
В мае 1604 года в Грузию (Кахетию и Карталию) царём Борисом было отправлено посольство, возглавляемое думным дворянином и ясельничьим Михаилом Татищевым. Одна из целей посольства была разработка совместных военных действий в Дагестане. Однако, прибыв в августе того же года в столицу Кахетии — Загем, Татищев не застал в нём царя Александра, которого вместе со своим сыном Константином и всем войском, шах Аббас в срочном порядке вызвал на «Кизилбашскую службу», для боевых действий против турок-османов. Делегацию принял сын Александра — царевич Юрий (Георгий). Последний встретил русских послов «не только ласково, но и раболепно». Прославляя Московского царя, Юрий сетовал на судьбу Иверии, находящейся «под ножами Султана и Шаха» и терзаемой кумыками.
1 октября Юрий неожиданно сообщил Татищеву, что из Кенжи и Шемахи на Загем идут турки и, что при них находится сын шамхала — Солтан-Мут. В то же самое время с севера на Загем выдвинулись кумыки. Юрий просил Татищева дать ему для отражения нападения прибывших с посольством московских стрельцов:

«Хоть и немного [стрельцов] для того [битвы], но как услышат Турецкие и Кумыцкие люди, что государевы люди со мной, то не пойдут [на Загем]… Отец мой Александр царь ныне у шаха и лучшие люди [войска] все с ним… А со мною соберётся Грузинских людей тысяч с пять и больше; и сам я хочу быть первым мертвецом за государя и за христианскую веру».— от 1 октября 1604 года. «Посольство в Грузию (Кахетию и Карталию) Мих. Игн. Татищева и дьяка Андрея Иванова (1604-1605 гг.)»

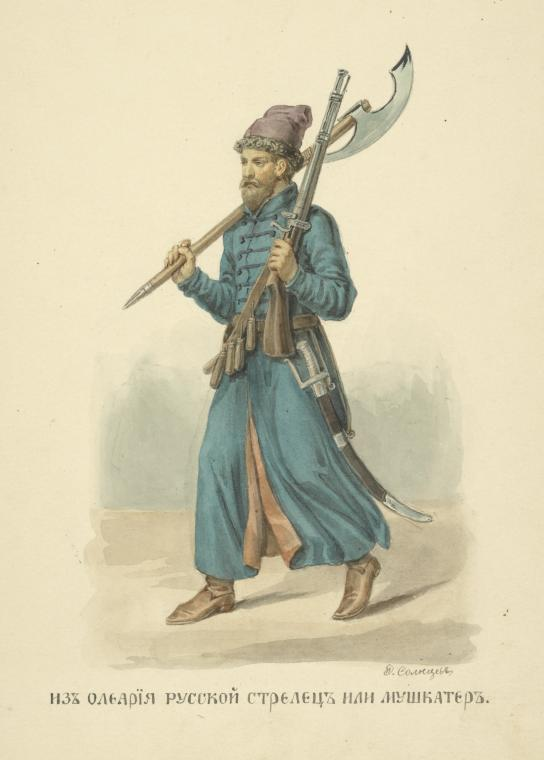
Русский стрелец

Послы Татищев с дьяком Ивановым были поставлены в затруднительное положение. В данной ситуации, оказывая военную помощь царевичу Юрию, они без царского на то указа открывали боевые действия против Османской империи. В случае же отказа, послы рушили надежды грузин на защиту и покровительство Русского царства. После непродолжительных колебаний, Татищев предоставил царевичу Юрию 40 стрельцов под командованием стрелецкого сотника Михаила Симовского.
7 октября 40 московских стрельцов и грузинское ополчение (5—6 тыс. чел.) встретили османскую армию на пустынной местности в дневном переходе от Загема. В первом ряду выстроились стрельцы, которые, при приближении противника, открыли залповый огонь из пищалей. Поредевшие ряды атакующих были остановлены. Грузинское ополчение и стрельцы тут же контратаковали османскую армию, обратив её в бегство. Во время преследования много турок было перебито или взято в плен. Так же было захвачено 4 знамени и отбит весь захваченный неприятелем «полон». Потерь среди стрельцов не было — «а государевы стрельцы все здоровы». На следующий день 8 октября царевич Юрий вместе со стрельцами направился против шедших с севера на Загем кумыков, которые, не приняв боя, бежали в горы. Данное событие подняло моральный дух грузинского населения. Царевич Юрий показывал народу захваченные трофеи, восхваляя «героизм горсти русских стрельцов», приписывая им спасение Загема. По словам Н. Карамзина: «Казалось, что в сей день воскресла слава Иверии».

## Поход
Осенью 1604 года от устьев Терека выступило войско, состоявшее из трёх полков, в состав которых вошли Московские, Казанские, Астраханские и Свияжские стрельцы общей численностью 10 тыс. человек. В Терском городке к ним были присоединены кроме терских (гребенских), донских и яицких казаков, также служилые Кабардинцы (Черкесы) под командованием Сунчалей-мурзы, аккинцы (окочане) под командованием Батая Ших-мурзы и ногайцы.
На издержки похода из госказны было выделено 300 000 рублей.

### Вторжение

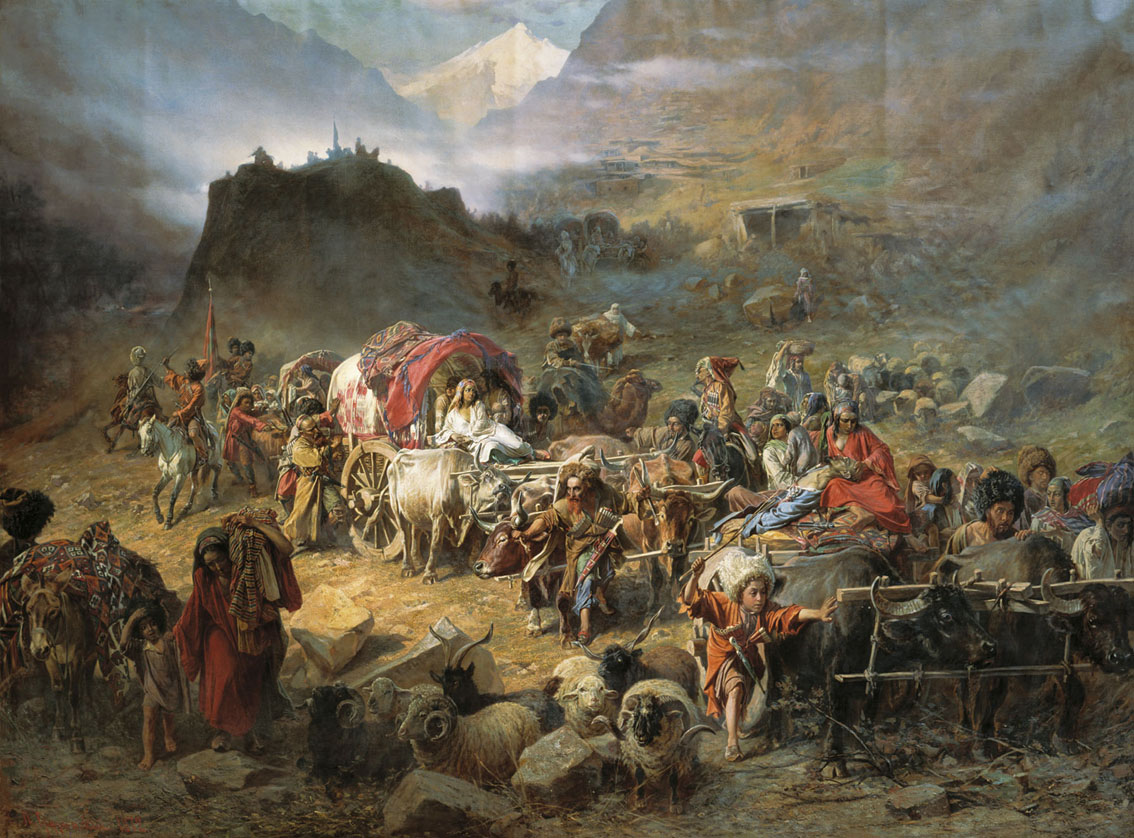
Оставление горцами аула при приближении русских войск. Грузинский П. Н.

При вступлении в шамхальские владения, Бутурлин широкою сетью разъездов захватил всю прибрежную зону. Отдельные казачьи отряды, при поддержке стрельцов сожгли Андреево селение (Эндери), взяли Исти-Су и заняли Качкалыковский хребет. Кумыки, избегая прямых столкновений с русскими, избрали тактику ведения партизанской войны, изматывая противника мелкими стычками. Наиболее крупные столкновения произошли близ аулов Эрпели и Карабудахкента, где кумыки потерпели поражение. Основные силы последних отошли к Таркам, в результате чего — Кумыкская плоскость оставалась в руках русских. Отдельные отряды последних отправились в разных направлениях для добычи провианта. Кумыки ещё в августе, узнав о готовящемся походе в их земли царских войск, скосили весь хлеб и попрятали его в «особых тайниках». Рейды сопровождались избиением большого количества людей и уводом пленных в Терки. Было сожжено множество селений. Ратники отбирали найденный хлеб, отгоняли табуны лошадей и скот, что повлекло за собой особую ненависть местного населения к «пришельцам». Жители покидали свои аулы и уходили в горы.

### Штурм Тарков русскими
Не дождавшись подкреплений из Грузии, в октябре русское войско направилось к Таркам. Город уже был хорошо укреплён, но Бутурлин, не желая тратить время на осаду, решил взять его штурмом. Вспоминая предыдущий поход Хворостинина в 1594 году, перед войском была произнесена речь «о костях братьев, здесь полегших и о русской крови, вопиявшей об отмщении». Русское войско двумя колоннами пошло на приступ. Первая колонна состояла из стрельцов под командованием И. Бутурлина. Второй колонной руководил О. Плещеев. Её составляли боярские дети и казаки. После жестокого боя русские овладели Тарками. Городские улицы и площади были устланы телами защитников города. Престарелый шамхал Сурхай II бежал к аварскому хану, передав свои полномочия по ведению войны с русскими своему младшему брату — Солтан-Муту.

### Строительство городов-крепостей

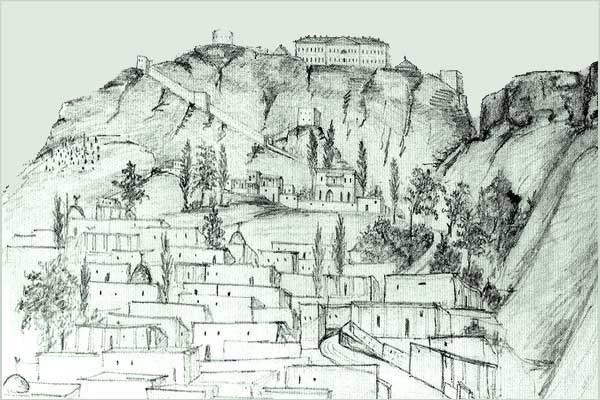
Тарки. Вид со стороны Каспийского моря. Зарисовка Милютина

Тарки находились в благоприятном, для строительства крепости, месте. С трёх сторон возвышались скалы, образуя собой естественную преграду. Необходимо было только укрепить отлогий скат (в виде амфитеатра) в сторону моря, покрытый лесом, садами и нивами. В горах били ключи, от которых шли трубы, снабжая город водой. На возвышенности, где стоял дворец шамхала с двумя башнями, воеводы приступили к строительству укреплений, имея под рукой весь необходимый материал: камень, лес, известь… На скате перед морем принялись устанавливать две башни, окопав их рвами. Городу дали название — «Новый Город».
Ещё до взятия Тарков, в 15 верстах от них, на реке Акташе был установлен, для связи с Терским городком, опорный пункт (острог), занятый небольшим гарнизоном. Койсинский острог (Койсинский городок), под начальством князя-воеводы Владимира Долгорукова, оставался промежуточной базой для связи с Астраханью.
После захвата Тарков Бутурлин овладел находившемся недалеко солёным озером Тузлук. Оттуда дагестанцы добывали соль для пищи, серу и селитру для изготовления пороха. Близ озера воеводы также установили опорный пункт. Ввиду начавшихся морозов, третий опорный пункт, по совету Кирилла, на Буйнаке установить не успели. Дорога на Грузию была в руках русских, и строительные работы были приостановлены. Архимандрит Кирилл, при описании пути на Грузию, говорил:

«…А Шамхал и дети его живут больше в Кази-Кумухских горах, потому что место от русских городов поодале и места крепкие; а городов нет, только горы и щели [ущелья] великие. А только государевы люди в тех местах его найдут, и ему только бежать в Турецкие города в Шемаху или в Баку; а в Дербент не пойдёт, потому что тот город не крепок и безлюден».— от 12 марта 1604 года. «Посольство из Грузии старца Кирилла и подьячего Саавы (1603—1604 гг.)

### Зима (1604―1605)
Зиму решили провести в Тарках, однако вскоре был обнаружен большой недостаток в провианте. Источники не сообщают причину внезапного возникновения данной проблемы. На военном совете было принято решение отослать часть войска (ок. 5 тыс. чел.) за Терек. Ногайцев и половину стрелецких полков в Астрахань, а часть гребенских и терских казаков в «свои городки». Солтан-Мут узнал о движении части русского войска в сторону Терека и, собрав значительные силы, вместе с братьями устроил на пути следования русских засаду. Однако отряд шёл в строгом порядке, и кумыкам не удалось застать русских врасплох, но, несмотря на это, бой длился целый день и только к ночи Солтан-Мут с братьями отступили, потеряв в той битве 3 тыс. человек.
Остававшийся в Тарках на зиму русский гарнизон претерпел тяжёлые лишения. Приходилось довольствоваться остатками толокна и вяленым мясом. Число больных ежедневно росло.

### Смена обстоятельств
Во время своей поездки в Персию, царевич Константин принял ислам и стал именоваться Кюстандил-ханом. По прибытии в Загем он, по наущению шаха Аббаса, произвёл дворцовый переворот. 12 апреля 1605 года Татищев услышал громкий шум и послал своего толмача выяснить в чём дело. Войдя в палаты, последний обнаружил стоявшего в окружении персидских сарбазов и эмиров Амир-хана и Али-хана Мувафика — Константина перед отрубленными головами его отца Александра и брата Юрия. Константин уверял Татищева, что царь Александр был убит по неосторожности, а Юрий за сговор с турками. Однако послам было уже всё ясно, и они поспешили покинуть Грузию. Посылка вспомогательного грузинского войска на помощь Бутурлину была исключена.
Царь Борис тем временем ожидал поход Лжедмитрия на Москву, и войска, которые должны были весной вернуться в Дагестан, были мобилизованы для защиты своей столицы. Кроме того, царь Борис отзывал стрельцов из Тарков, но Бутурлин не сразу объявил по гарнизону царский приказ.

### Военные действия союзников против русских
Тем временем предприимчивый Солтан-Мут сумел объединить кумыков, аварцев, даргинцев и другие народы Дагестана, общим числом более 20 тыс., и поднять их против, вторгшихся в их землю, «неверных». Борьба с Бутурлиным приобрела общенародный характер. Шамхал также обратился за помощью к османскому султану Ахмеду I, который «велел Дербентскому и другим пашам своим в областях Каспийских изгнать русских из Дагестана». «…Он же [султан] прислал к ним на помощь многое воинство».
Весной 1605 года объединённые силы османских янычар, крымских татар и дагестанцев осадили Койсинский острог, отрезав пути сообщения войска Бутурлина в Тарках с Терским городком. Находившийся в Койсинском остроге небольшой русский гарнизон под руководством Долгорукова, уничтожил приготовленные для Тарков запасы, сжёг деревянные укрепления и морем отплыл в Терки. Тому же примеру последовал и сторожевой гарнизон на Акташе. Бутурлин в Тарках оказался в полной изоляции.

#### Осада и штурм Тарков союзниками
После захвата сторожевых острогов русских, союзные войска осадили Тарки. Осаждавшие засыпали рвы и возвели на уровне крепостной стены насыпь (примёт) из песка и хвороста. Важнейшими опорными пунктами русских являлись две верхние башни, имевшие широкий сектор обстрела. Под не достроенной ещё одной из башен был сделан подкоп и заложен огромный пороховой заряд. Сразу после взрыва той башни, под которой были погребены «лучшие дружины» московских стрельцов, янычары и дагестанские ополченцы пошли на штурм. Часть крепостной стены была разрушена, и в образовавшуюся брешь хлынули крупные силы штурмующих. Однако русским удалось отбить все приступы, с огромным уроном для штурмовавших. Большие потери были и у осаждённых.

#### Переговоры
После 3-х дневной осады, измотанные противоборствующие стороны решили вступить в переговоры. В ставку Бутурлина прибыли Солтан-Мут и Герей с главным турецким пашой из Шемахи. Последние предлагали русским воеводам добровольно покинуть Тарки: «пойдете отселе, куды хощете». Воеводы поначалу не желали оставлять город, но Бутурлин решил объявить воеводам царский приказ о прибытии стрельцов в Москву. Желая спасти, хотя бы войско, он согласился на выход и потребовал, чтобы союзные войска отошли от Тарков, предоставив свободный проход русским за Сулак. В обеспечение добросовестного выполнения договора, Солтан-Мут должен был прислать в аманаты (заложники) своего сына. Шамхал обязался взять на своё попечение больных и раненых русских, которых приходилось оставить в Тарках, а по их выздоровлении, отпустить их на родину, но потребовал, чтобы Бутурлин предоставил ему в аманаты своего сына, «юношу, выдававшегося своей удалью» — Фёдора и, чтобы Бутурлин дал клятву, что русские никогда больше не пойдут войной на Тарки. Оба последних условия Бутурлиным были отвергнуты. Требования же последнего были удовлетворены клятвой на Коране. Однако шамхал, вместо своего сына, выдал в аманаты подставное лицо, некоего осуждённого на казнь, и этим заслужившего помилование. Затем в ставке Бутурлина состоялся пир. Степенная книга Лотухина сообщает, что «был паша у окольничего [Бутурлина] в шатрах, пировал… учиниша между собою повольный торг…» и прочее. Шемахский паша, также дал клятву, что выпустит русских с честью, при доспехах и обеспечит их всем необходимым провиантом.

#### Выход русских из Тарков и празднование горцев
Русские вышли из Тарков «с песнями и грохотом бубнов». На следующий день горцы праздновали «окончание Рамазана». В тот же день, для скрепления союза, состоялась свадьба шамхала с дочерью аварского хана. На праздновании присутствовали около 20 тысяч, ещё не разошедшихся по домам, дагестанцев. Были розданы сотни тулуков с бузой. С утра возносились молитвы «Исми-азам», раздавалась стрельба, и проводились различные «боевые игры». Разгорячённые горцы, ещё недавно «видевшие гибель бессчётного количества своих соплеменников», жаждали мести. Нашёлся некий улем, который освободил шамхала от «клятвы, данной врагу». Последний тут же всем приказал нагнать уходящих русских и, на первом же биваке (привале), внезапным нападением вырезать их до наступления ночи.

#### Битва на Караманском поле
На следующий день, после заключения договора, стрельцы и казаки уже форсировали Шура-озень и остановившись на бивак, отдыхали и «беззаботно варили кашу». Уверенные в своей безопасности, воеводы даже не выставили караулов.
Тем временем объединённые силы дагестанцев, разделившись на несколько групп, скрытыми путями нагнали русскую рать и, окружив, неожиданно атаковали её со всех сторон. Фактор внезапности лишил возможности русских приготовиться к битве и использовать «огненный бой». Силы сошлись в рукопашной битве, «резались грудь на грудь». Горцы в неистовой ярости набрасывались на русских ратников. Последние, не успев принять боевой порядок, сбивались в отдельные группы, каждая из которых, находясь отрезанной от других, дралась самостоятельно. Дагестанцы, окружив отдельную группу стрельцов или казаков, предлагали им бросить оружие. Однако «все воеводы и ратные люди на том порешили, что ни единому человеку живым в руки не даться и биться до конца». Карамзин сообщает:
Пишут, что добрые русские единодушно обрекли себя на славную гибель; бились с неприятелем злым и многочисленным врукопашь, человек с человеком, один с тремя, боясь не смерти, а плена.
Одним из первых на глазах Ивана Бутурлина погиб, бросившийся в бой, его молодой сын Фёдор. «Млад годами и леп лицом» последний был окружён со всех сторон неприятелем, но по сообщению летописи: «бился мужественно, на удивление врагам» и был ими изрублен.
Предание костековских биев гласит, что «воевода Бутурлин, седобородый богатырь, видя неминуемую гибель русской рати, собственноручно изрубил шамхалова аманата на куски», не подозревая подлога.
Кровопролитная битва длилась на протяжении нескольких часов. «Но басурман множество, Русских же пред ними малое число, и вси побиены быша». В битве погибли воеводы: Иван Бутурлин с сыном Фёдором, Осип Плещеев с сыновьями Богданом и Львом, Иван Полев, Иван Исупов; письменные головы: Калинник Зюзин, Демид Черемисинов и другие головы, сотники и атаманы. Князь-воевода Владимир Кольцов-Мосальский, с небольшим числом людей из конных детей боярских и казаков «на резвых лошадях», сумели прорвать кольцо окружения и уйти на Койсу, где воевода Пётр Головин должен был ожидать прибытие вызванной царём Борисом русской рати из Тарков. В плен были взяты те немногие, которые «от ран изнемогоша», это: кн. Владимир Бахтеяров, сын И. Бутурлина — Пётр и стрелецкие головы Афанасий Благой и Смирной Маматов. Тяжелораненые рядовые ратники, по сообщению летописи, были добиты.

### Потери сторон
По летописным данным потери русских составляли около 7 тысяч человек, «окромя людей боярских».
Н. Карамзин исчисляет потери русских в Караманской битве общим числом в 6—7 тысяч человек.
В. Потто и С. Соловьёв сообщают, что общие потери русских в том походе простирались до 7 тысяч.
Тяжёлые потери понесли и объединённые силы дагестанцев. Некоторые исследователи (Н. Семёнов, В. Потто) пишут, что в Караманской битве погиб и сам Солтан-Мут. Однако в документах, касающихся русско-дагестанских отношений, его имя продолжало фигурировать до 1643 года.

### Последствия
Оставшиеся в Тарках больные и раненые русские были растерзаны разъярённой толпой, «влачимые и терзаемые по улицам не только мужчинами, но даже малыми детьми и старыми женщинами».
Захваченный в плен князь-воевода В. Бахтеяров был передан турецкому султану и находился в заточении в Кафе, но через год был освобождён и вернулся на родину, где был одарён Годуновым и отпущен на Терек. С. Маматов в плену принял ислам. Был приговорён к казни, облит нефтью и сожжён.
В 1607 году, при посредничестве Иранского правительства, произошёл обмен пленными.

## Значение
Смутное время парализовало экспансию Русского царства на Кавказ. На северо-восточном Кавказе на протяжении XVII века продолжалась междоусобная война. Совершались взаимные набеги, сопровождавшиеся захватом пленных, угоном скота и прочим. В своих войнах дагестанские владетели не раз обращались за помощью как к османскому или персидскому, так и к русскому правительствам, в зависимости от обстоятельств. Солтан-Мут неоднократно менял свою внешнеполитическую ориентацию то на Османскую, то на Персидскую империи. В 1614, 1616 и 1626 гг. он обращался с просьбой о принятии русского подданства. Однако тарковские правители препятствовали сближению Эндриевского ханства с Москвой, опасаясь усиления своего соперника. В то же время русское правительство чаще оказывало военную поддержку также изъявлявшим покорность тарковским правителям.

## Первоисточники
- Новый летописец, составленный в царствование Михаила Фёдоровича. Издан по списку кн. Оболенского // Глава 87. «О Грузинской землѣ и о бою съ Турскими людьми» / Ценз. В. Флёров. — М., 1853.
- ПСРЛ Т. 14. Ч. I. Повесть о честном житии царя и великого князя Феодора Ивановича всея Руссии. II. Новый летописец. //  Глава 82. О посылке и побое в Торках / Под ред. С. Ф. Платонова и П. Г. Васенко. — СПб.: Тип. М. А. Александрова, 1910. — 154 с.
- Рукописный сборник казачьих преданий Ф. Ф. Федюшкина.
- Предания Костековскаго владельца Будай-хана Гамзина.